# Wurdastom subglabra
Wurdastom subglabra är en tvåhjärtbladig växtart som först beskrevs av John Julius Wurdack, och fick sitt nu gällande namn av B.Walln.. Wurdastom subglabra ingår i släktet Wurdastom och familjen Melastomataceae. Inga underarter finns listade i Catalogue of Life.